# Karlskrivning
Karlskrivning ett äldre marint uttryck. Innebörden är att en skeppsgosse blir färdigutbildad i skeppsgossekåren och övergår till att tjänstgöra i örlogsflottan. 
Skeppsgossarna karlskrevs vid 18 års ålder och var därefter kontraktsbunden på sex år i flottan. Tjänstgöringen i flottan inleddes som matros eller jungman.